# Tapinanthus sessilifolius
Tapinanthus sessilifolius är en tvåhjärtbladig växtart som först beskrevs av Ambroise Marie François Joseph Palisot de Beauvois, och fick sitt nu gällande namn av Van Tiegh.. Tapinanthus sessilifolius ingår i släktet Tapinanthus och familjen Loranthaceae. Inga underarter finns listade i Catalogue of Life.